# Uomini H
Uomini H (美女と液体人間?,  Bijo to Ekitainingen, lett. "La bella e gli uomini liquidi") è un film del 1958 diretto da Ishirō Honda.
Film di fantascienza giapponese prodotto e distribuito dalla Toho.

## Trama
Quando lo spacciatore Misaki scompare lasciando solo i vestiti, la polizia interroga Chizuki Arai (Chikako nella versione originale), la sua ragazza. Un socio di Misaki la rintraccia e la minaccia, anche lui sperando di ricavarne qualche informazione. Poco dopo, il socio scompare nello stesso modo di Misaki. Qualche tempo dopo, il professor Masada informa la polizia che un gruppo di marinai sono scomparsi in maniera simile. Alcuni testimoni affermano che i marinai sono stati disciolti da una creatura liquida generata da una nube radioattiva, sprigionata dall'esplosione di una bomba H (dalla quale, il titolo).
Quando la creatura si manifesta davanti agli occhi delle forze dell'ordine, la polizia comincia la caccia al mostro liquido, che si muove nei canali che attraversano Tokyo. Scoprono che i mostri sono più di uno e, una volta che li hanno individuati, li distruggono dando loro fuoco con il petrolio.

## Accoglienza

### Critica
Fantafilm scrive che "nella filmografia di Ishirō Honda questo film [...] occupa un posto di tutto rilievo [...] perché utilizza l'impianto di un film noir svolgendolo in chiave di fantahorror. Una vicenda cupa nella quale si riscontrano temi familiari ad una certa produzione occidentale che [...] denuncia i mali della civiltà contemporanea".